# شنوایی

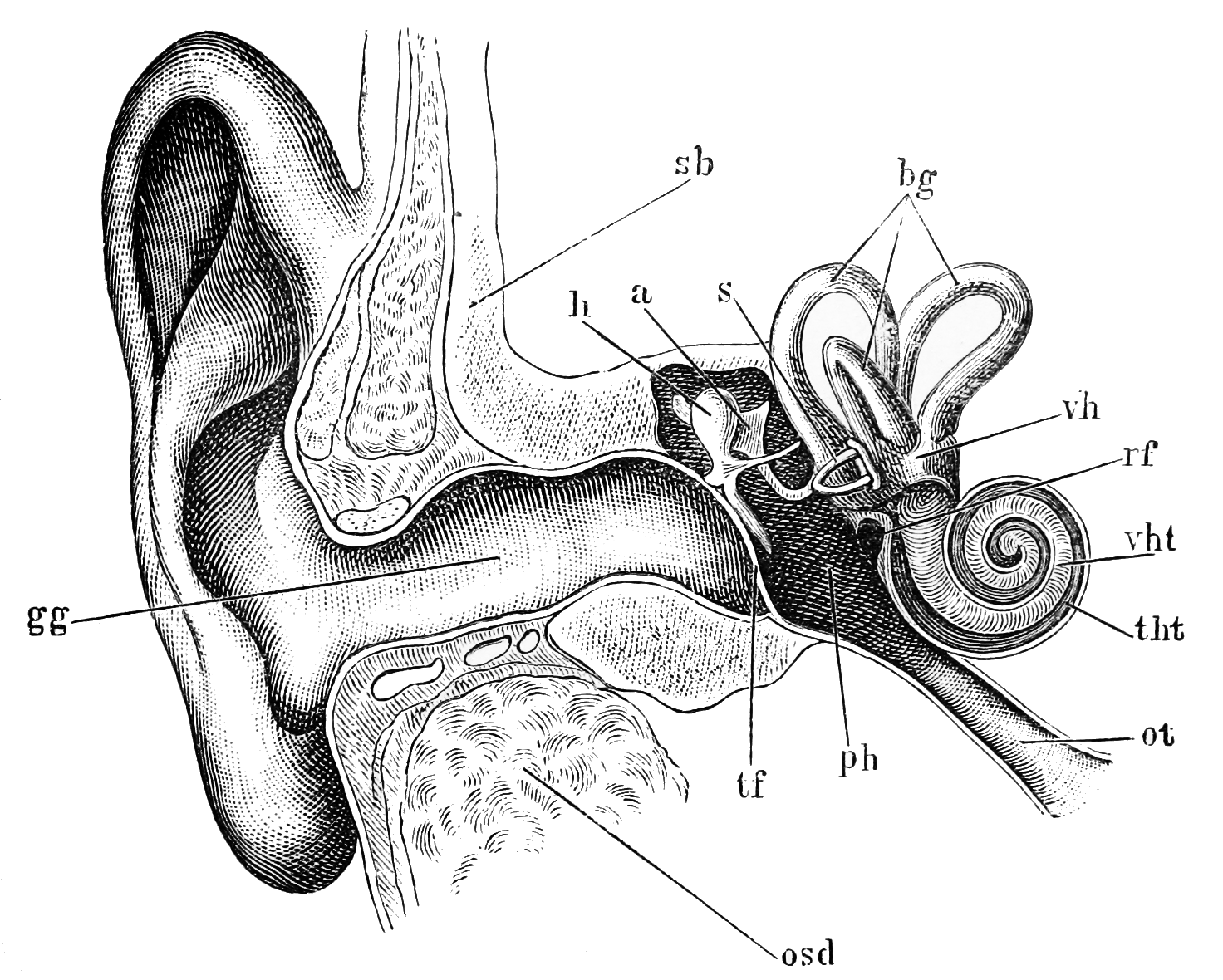
نمای کلی از گوش انسان

شنیدن یا شنوایی یکی از احساسات پنج‌گانه است. این توانایی برای درک صدا توسط ارگانی مانند گوش از طریق تشخیص ارتعاشات صورت می‌گیرد. عدم توانایی در شنیدن را ناشنوایی یا کَر می‌گویند.
در انسان و سایر مهره‌داران، شنیدن توسط سیستم شنوایی انجام می‌شود. ارتعاشات توسط گوش تشخیص داده می‌شود و با رشته‌های عصبی به مغز منتقل می‌شود. مانند حس لامسه حس شنوایی نیز نیازمند حرکت ملکول‌ها در بیرون از ارگانیسم می‌باشد. تعریف آستانهٔ شنوایی: حداقل شدّت صوت قابل شنیدن برای یک فرکانس را شدّت صوت آستانهٔ شنوایی گویند. تعریف تراز نسبی احساس صوت: نسبت شدّت یک صوت به شدّت صوت آستانهٔ شنوایی را تراز یا شدّت نسبی احساس آن صوت گویند.
نکته:برای سهولت در محاسبات، مقدار لگاریتمی آن را در نظر می‌گیرند.

## شنیدن
برای شنیدن ابتدا صدا از گوش خارجی یا لالهٔ گوش وارد گوش میانی شده و پردهٔ گوش را تکان می دهد. 
پردهٔ گوش نیز استخوان های کوچک گوش را می لرزاند  و لرزش وارد بخش حلزونی شده و از طریق عصب شنوایی به مغز پیغام فرستاده می‌شود. 